# سرنة (كمبانية)
سَرْنَة أو سرنو أو (نقحرة: سارنو) هي بلدة و بلدية في إقليم كمبانية في إيطاليا. تقع في مقاطعة سلرنو على بعد 20 كم شمال شرق سلرنو و على بعد 60 كيلومتراً إلى الشرق من مدينة نابُل بواسطة القطار.

## السكان
في سنة 1861 بلغ عدد السكان 15٬421 نسمة، وتطور العدد ليصل في سنة 2011 لـ 31٬030 نسمة.
يظهر هذا المخطط البياني تطور النمو السكاني لـ سرنة

## أعلام
- غايتلغريما بنت غايمار الرابع
- جيزولف الثاني من ساليرنو